# 월터 아벨
월터 에이블(Walter Abel, 1898년 6월 6일 ~ 1987년 3월 26일)은 미국의 연극 배우, 영화배우이다.

## 영화
- 신기루 (1965년)
- 애정이 꽃피는 나무 (1957년) - T.D. 숀네시 역
- 인디언 전사 (1955년)
- 나이트 피플 (1954년)
- 백야의 탈출 (1953년)
- 소 디스 이즈 러브 (1953년)
- 댓 레이디 인 어민 (1948년)
- 버라이어티 걸 (1947년)
- 13 루 마드렌 (1946년)
- 키스 앤 텔 (1945년)
- 어페어 오브 수잔 (1945년)
- 폴로우 더 보이즈 (1944년)
- 미스터 스케핑튼 (1944년) - 조지 트렐리스 역
- 스타 스팽글드 리듬 (1942년)
- 웨이크 아일랜드 (1942년)
- 스윙 호텔 (1942년)
- 홀드 백 더 돈 (1941년)
- 댄스, 걸, 댄스 (1940년)
- 내 사랑 아리즈 (1940년)
- 분노 (1936년)